# وایکینگ ای‌دی‌سی‌سی
وایکینگ ای‌دی‌سی‌سی (به انگلیسی: Viking ADCC) یک کشتی است که طول آن ۱۳۹٫۱۲ متر (۴۵۶ فوت) می‌باشد.